# Nick Lowe

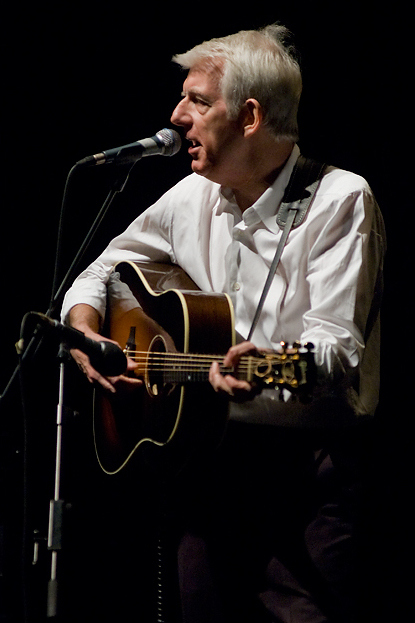
Nick Lowe, 2008

Nicholas Drain „Nick“ Lowe (* 24. März 1949 in Walton-on-Thames) ist ein englischer Songwriter, Bassist, Gitarrist, Sänger und Musikproduzent.

## Karriere
Nick Lowe begann seine Karriere 1967 in der englischen Pub-Rock-Szene. Er war Mitglied der Band Brinsley Schwarz, die sich 1975 auflöste. Von 1976 bis 1981 spielte er zusammen mit Dave Edmunds in der Gruppe Rockpile.
Am 6. Juli 1969 erlitt er einen schweren Stromschlag bei einem Auftritt von Brinsley Schwarz im legendären Marquee Club in London, er konnte jedoch wiederbelebt werden.
Ende der 1970er machte er sich als Solokünstler unter anderem in der New-Wave-Szene sowie als Produzent der Pretenders und von Elvis Costello einen Namen. 1979 heiratete er Carlene Carter, Tochter von June Carter Cash und Stieftochter von Johnny Cash, mit der er auch einige Songs einspielte und produzierte. Die Ehe wurde 1990 geschieden, Lowe blieb jedoch mit dem Cash-Carter-Clan eng befreundet.
1992 spielte er zusammen mit Ry Cooder, John Hiatt und Jim Keltner unter dem Bandnamen Little Village ein erfolgreiches Album ein.
2018 erschien ein Feature zusammen mit Per Gessle von Roxette; Lowe sang hier zusammen mit Gessle den Titeltrack Small Town Talk für das gleichnamige Album ein, das in Nashville aufgenommen wurde.

## Diskografie

### Studioalben
| Jahr | Titel                           | Höchstplatzierung, Gesamtwochen, AuszeichnungChartplatzierungen (Jahr, Titel, Platzierungen, Wochen, Auszeichnungen, Anmerkungen) | Höchstplatzierung, Gesamtwochen, AuszeichnungChartplatzierungen (Jahr, Titel, Platzierungen, Wochen, Auszeichnungen, Anmerkungen) | Anmerkungen                                                       |
| Jahr | Titel                           | UK | US | Anmerkungen                                                       |
| ---- | ------------------------------- | --- | --- | ----------------------------------------------------------------- |
| 1978 | Jesus of Cool                   | UK22 (9 Wo.)UK | US127 (10 Wo.)US | in den USA unter dem Titel Pure Pop for Now People veröffentlicht |
| 1979 | Labour of Lust                  | UK42 (6 Wo.)UK | US31 (22 Wo.)US |                                                                   |
| 1982 | Nick The Knife                  | UK99 (2 Wo.)UK | US50 (14 Wo.)US |                                                                   |
| 1983 | The Abominable Showman          | — | US129 (7 Wo.)US |                                                                   |
| 1984 | Nick Lowe and his Cowboy Outfit | — | US113 (12 Wo.)US |                                                                   |
| 1985 | The Rose of England             | — | US119 (12 Wo.)US |                                                                   |
| 1990 | Party of One                    | — | US182 (3 Wo.)US |                                                                   |
| 2011 | The Old Magic                   | UK66 (1 Wo.)UK | US84 (1 Wo.)US |                                                                   |

Weitere Studioalben
- 1988: Pinker And Prouder Than Previous
- 1994: The Impossible Bird
- 1998: Dig My Mood
- 2001: The Convincer
- 2007: At My Age
- 2013: Quality Street: A Seasonal Selection for All the Family
- 2024: Indoor Safari

### Livealben
- 2004: Untouched Takeaway
- 2015: The Quality Holiday Revue Live (With Los Straitjackets)

### Kompilationen
- 1984: 16 All Time Lowes
- 1986: Nick's Knack
- 1989: Basher: The Best of Nick Lowe
- 1991: The Wilderness Years
- 1999: The Doings: The Solo Years
- 2009: Quiet Please... The New Best of Nick Lowe

### EPs
- 1977: Bowi
- 1980: Nick Lowe & Dave Edmunds Sing the Everly Brothers
- 2018: Tokyo Bay

### Singles
| Jahr | Titel Album                                                           | Höchstplatzierung, Gesamtwochen, AuszeichnungChartplatzierungen (Jahr, Titel, Album, Platzierungen, Wochen, Auszeichnungen, Anmerkungen) | Höchstplatzierung, Gesamtwochen, AuszeichnungChartplatzierungen (Jahr, Titel, Album, Platzierungen, Wochen, Auszeichnungen, Anmerkungen) | Anmerkungen |
| Jahr | Titel Album                                                           | UK | US | Anmerkungen |
| ---- | --------------------------------------------------------------------- | --- | --- | ----------- |
| 1978 | I Love the Sound of Breaking Glass Jesus of Cool                      | UK7 (8 Wo.)UK | — |             |
| 1979 | Crackin’ Up Labour of Lust                                            | UK34 (5 Wo.)UK | — |             |
| 1979 | Cruel to Be Kind Labour of Lust                                       | UK12 (11 Wo.)UK | US12 (15 Wo.)US |             |
| 1984 | Half a Boy and Half a Man Nick Lowe and His Cowboy Outfit             | UK53 (4 Wo.)UK | — |             |
| 1985 | I Knew the Bride (When She Used to Rock ’n’ Roll) The Rose of England | — | US77 (9 Wo.)US |             |

Weitere Singles
- 1976: So It Goes / Heart of the City
- 1976: Keep It Out of Sight
- 1977: Halfway to Paradise
- 1978: Little Hitler
- 1978: American Squirm
- 1979: Switch Board Susan
- 1982: Stick It Where the Sun Don’t Shine
- 1982: Burning
- 1982: My Heart Hurts
- 1983: Ragin’ Eyes
- 1983: Wish You Were Here
- 1984: L.A.F.S.
- 1987: Lovers Jamboree
- 1990: All Men Are Liars
- 1994: True Love Travels on a Gravel Road
- 1995: I Live on a Battlefield
- 1997: You Inspire Me
- 2001: She’s Got Soul